# Caldas (Antioquia)
Caldas – miasto w Kolumbii, w departamencie Antioquia.